# Charles Eugène Gabriel de La Croix de Castries
Pour les articles homonymes, voir de La Croix et Castries.
Pour les autres membres de la famille, voir Famille de la Croix de Castries.
Charles Eugène Gabriel de La Croix, marquis de Castries, baron des États de Languedoc, comte de Charlus, baron de Castelnau et de Montjouvent, seigneur de Puylaurens et de Lézignan, est un maréchal de France né à Paris le 25 février 1727 et mort à Wolfenbüttel le 11 janvier 1801.

## Biographie

### Origines et famille
Charles Eugène Gabriel de La Croix descend de la maison de La Croix de Castries, une famille noble de Montpellier en Languedoc, dont l'origine remonte au XIVe siècle. Il est le fils de Joseph François de La Croix, marquis de Castries (1663-1728), lieutenant du roi en Languedoc, gouverneur et sénéchal à Montpellier, et de sa seconde épouse, Marie-Françoise de Lévis de Charlus (1698-1728), fille ainée du duc de Lévis et de Marie Françoise d'Albert de Luynes. Il est l'arrière-petit-fils du duc de Chevreuse.

### Carrière militaire
Entré au régiment du Roi  en mai 1739, il est lieutenant le 23 août 1742. Parallèlement, il est lieutenant du roi en Languedoc et gouverneur de Montpellier et Sète (1er décembre 1743). Il fait avec éclat la guerre de Sept Ans et toutes les campagnes du règne de Louis XV. Mestre de camp du régiment du Roi cavalerie  le 26 mars 1744, il est maréchal de camp et commandant général de la cavalerie en 1748.
Après avoir dirigé l'expédition en Corse, il commande, en 1756, le corps expéditionnaire aux Caraïbes, en particulier à Sainte Lucie qui lui doit le nom de sa capitale. Il se distingue plus tard à la bataille de Rossbach (5 novembre 1757) où il reçoit deux blessures. Lieutenant général (28 décembre 1758), il devient maître de camp général de la cavalerie le 16 avril 1759. À la bataille de Kloster Kampen (16 octobre 1760), il sauve par son sang-froid une situation qui semblait perdue. Il est fait chevalier de l'ordre du Saint-Esprit le 30 mai 1762. Peu après le  traité de Paris de 1763, il est nommé gouverneur de la Flandre et du Hainaut. Il est ensuite capitaine lieutenant de la compagnie des gendarmes écossais et commandant de la Gendarmerie de 1770 jusqu'à sa retraite en 1788.

### Secrétaire d'État à la Marine

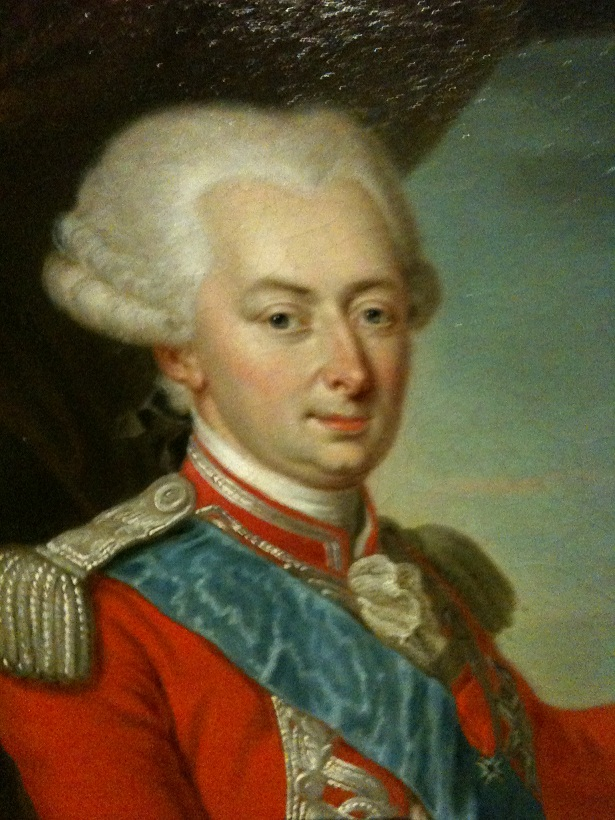
Le maréchal de Castries en grand uniforme.

Il est nommé secrétaire d'État à la Marine le 13 octobre 1780 sur la recommandation de son ami Jacques Necker. Il reste en poste jusqu'au 24 août 1787. En 1783, il est élevé à la dignité de maréchal de France. Son action se déploie sur plusieurs fronts : tout d'abord, dans le cadre de la guerre d'indépendance des États-Unis, il réorganise la flotte et fait adopter par le Conseil la nouvelle stratégie maritime qui conduit au succès durant la guerre ; les vaisseaux sont redéployés pour tenir compte de la mondialisation du conflit et les escadres sont confiées à de nouveaux chefs plus offensifs, comme de Grasse. Ces choix contribuent en partie à la victoire franco-américaine de 1781.
Castries est également confronté à la question de l'océan Indien. Lorsque la Grande-Bretagne déclare la guerre aux Provinces-Unies, il envoie des vaisseaux vers la colonie du Cap pour prévenir les colons hollandais. Sous le commandement du bailli de Suffren, ces navires doivent ensuite rejoindre l'escadre de l'océan Indien. Castries espère reprendre les places françaises aux Britanniques, mais ses projets échouent. Il s'intéresse néanmoins de près aux Mascareignes, dont il réorganise la défense, met en ordre l'économie et l'administration et autorise les officiers à prendre pour épouse des créoles. Après la création de la nouvelle Compagnie des Indes, il s'oppose à Calonne en essayant de soutenir les intérêts de l'Île-de-France contre celle-ci.
La paix rétablie, il conduit en outre un très important effort de législation : il simplifie la hiérarchie et réorganise l'inscription maritime (1783). C'est sous son autorité que sont choisis, de 1782 à 1787, les plans-type des nouveaux vaisseaux « Borda-Sané » de 74, 80 et 118 canons qui équipent la marine française jusque dans les premières décennies du XIXe siècle. Dans ces fonctions, le maréchal de Castries étudie à fond ses dossiers et montre beaucoup d'ardeur au travail. On lui prête ce mot : « je voudrais dormir plus vite ».
En politique, ses vues semblent pourtant assez étroites, si l'on en juge par ses Réflexions sur l'esprit public adressées au roi en 1785 : pour lui, les difficultés de la monarchie se résument à un problème d'autorité ; il suffit de faire preuve de fermeté afin que tout rentre dans l'ordre.

### La Révolution
En 1787, il participe à l'Assemblée des notables. Le 13 juillet 1789, il refuse le ministère de la Marine que le roi le presse d'accepter de nouveau. Il émigre le 20 octobre et profite de l'hospitalité de Jacques Necker à Coppet. En 1792, lors de l'invasion des Prussiens en Champagne, il commande avec le maréchal de Broglie un corps de l'armée des princes. Il sert ensuite de chef de cabinet au comte de Provence. Il meurt à Wolfenbüttel le 11 janvier 1801, hôte de son ancien adversaire devenu son ami, le duc de Brunswick.
Il possédait une propriété à Antony sur le terrain situé aujourd'hui au niveau du parc Heller, ainsi qu'un château à Ollainville, qu'il fit agrandir en 1782. À Paris, il s'installa en 1743 dans l’hôtel de Castries, au 72 rue de Varenne. En 1761, il hérita de son oncle, le maréchal de Belle-Isle, d'une belle fortune qui lui permet notamment de se lancer dans des travaux d'embellissement de son hôtel.

## Récapitulatif

### Titres
- 4e Marquis de Castries,
- Comte de Charlus et de Saignes,
- Baron de Grange, de Monjouvent, de Saint-Dizié et de Dompierre,
- Seigneur de Puylaurens, marquis de Castelnau et de Lézignan,
- Baron des États du Languedoc (13 juin 1783)[2] ;

### Distinctions
- Chevalier du Saint-Esprit (Versailles, 30 mai 1762)[3] ;
- Membre de l'Académie royale des sciences (membre honoraire, 28 février 1788)[2].

### Armoiries
D'azur à la croix d'or.,

### Descendance
Il épouse, le 19 décembre 1743, Gabrielle Isabeau Thérèse de Rozet de Rocozel de Fleury, fille du Duc de Fleury, dont il a deux enfants :
- Charles de La Croix de Castries (1756-1842) ;
- Adélaïde Marie de La Croix de Castries, qui épouse en 1767 le vicomte de Mailly.

Il se montre mari volage et trompe abondamment son épouse. Il eut notamment de sa relation avec Marie Françoise de Noailles, dame de Rœulx, une fille naturelle dénommée Marguerite Valette qui épousa Jean-Nicolas Pache, maire de Paris et ministre de la guerre.

### Mémoire
La capitale de l'île de Sainte-Lucie a été nommée Castries en son honneur.
Un village et un port dans l'Extrême-Orient russe portent également son nom (Де-Кастри).